# Erik Hylander
Erik Hylander, född 26 januari 1895 i Norrköping, död 26 november 1946 i Höganäs,, var en svensk bergsingenjör.
Erik Hylander var son till överläraren Johan Hylander. Efter studentexamen i Norrköping 1913 utexaminerades han från Tekniska högskolans bergsavdelning 1923. Hylander var assistent vid Tekniska högskolan 1919–1920 och vid statens djupundersökningsnämnds arbeten i Kiruna och Malmberget 1920–1921, avdelningsredaktör i Bonniers konversationslexikon 1921–1929, medlem av Teknisk tidskrifts redaktion 1929–1937 och därunder redaktionssekreterare från 1935 samt medlem av Nordisk familjeboks redaktion 1934–1939. Åren 1931–1934 utförde han trafikstatistiska undersökningar hos Stockholms stads gatukontor och 1931 års trafikkommitté. Åren 1939–1946 var han sekreterare hos Statens industrikommission och 1944–1946 även biträdande sekreterare hos Norrlandskommittén inom Jordbruksdepartementet. År 1946 förestod han kundinformationen hos Höganäs-Billesholms AB. Hylander publicerade bland annat det biografiska arbetet Svenska teknologföreningen 1861–1936 (1937 tillsammans med Govert Indebetou) och diktsamlingen Den förtrollade trädgården (1940). Åren 1943–1946 var han ledamot av församlingsdelegerade i Stockholm.